# Carlos Barraza Berenguela
Carlos Patricio Barraza Berenguela (La Serena, Chile, 12 de marzo de 1976) es un exfutbolista chileno. Jugaba de mediocampista y militó en diversos clubes de Chile.

## Trayectoria
Oriundo de La Serena, comenzó a jugar al fútbol en un club llamado Pedro Carcuro del barrio de La Compañía.  En un torneo local, la Academia San Luis de La Serena lo invitó a formar parte de sus filas junto a su hermano. Luego, pasó a las divisiones inferiores de Deportes La Serena, integrándose al primer equipo papayero en 1993, pero debutando profesionalmente en 1994.
Tras su destacado nivel, fichó por Universidad Católica en 1995, donde no logra obtener regularidad, pese a formar parte del plantel que logró obtener la Copa Chile 1995. En búsqueda de minutos, es cedido a Coquimbo Unido (1996), Deportes Temuco (1997) y Deportes La Serena (1998). Sin embargo, tanto en Coquimbo Unido (donde coincidió con el otro Barraza Juan Carlos) como en Deportes Temuco, su tiempo de juego se vio mermado, debido a lesiones en los meniscos de ambas rodillas.
Terminado su contrato con el equipo cruzado, el año 2000 regresa a Deportes La Serena, esta vez con el equipo jugando en la Primera B. Para la temporada siguiente, firma con Unión San Felipe de la Primera División, donde se mantuvo por dos temporadas. Sus últimos años como profesional los pasa entre Cobresal y Deportes La Serena, donde se retira a fines del año 2006.

## Selección nacional

### Selección juvenil
Fue nominado a la selección sub-20 para el Sudamericano Sub-20 de 1995, logrando clasificar al Mundial de Catar 1995. En la cita planetaria, fue de los jugadores más destacados en una selección chilena que quedó eliminada en primera ronda.
También formó parte de la Selección sub-23 chilena que participó en los Juegos Panamericanos de Mar del Plata 1995 que fue eliminada en cuartos de final.

#### Participaciones en Copas del Mundo Juveniles
| Mundial                        | Sede  | Resultado     |
| ------------------------------ | ----- | ------------- |
| Mundial Juvenil Sub-20 de 1995 | Catar | Primera ronda |

#### Participaciones en sudamericanos
| Torneo                      | Sede     | Resultado    |
| --------------------------- | -------- | ------------ |
| Sudamericano Sub-20 de 1995 | Colombia | Tercer Lugar |

#### Participaciones en Juegos Panamericanos
| Competición               | Sede          | Resultado        |
| ------------------------- | ------------- | ---------------- |
| Juegos Panamericanos 1995 | Mar del Plata | Cuartos de final |

## Clubes
| Club                          | País  | Año       |
| ----------------------------- | ----- | --------- |
| Deportes La Serena            | Chile | 1994      |
| Universidad Católica          | Chile | 1995-1999 |
| → Coquimbo Unido (cedido)     | Chile | 1996      |
| → Deportes Temuco (cedido)    | Chile | 1997      |
| → Deportes La Serena (cedido) | Chile | 1998      |
| Deportes La Serena            | Chile | 2000      |
| Unión San Felipe              | Chile | 2001-2002 |
| Cobresal                      | Chile | 2003      |
| Deportes La Serena            | Chile | 2004      |
| Cobresal                      | Chile | 2004      |
| Deportes La Serena            | Chile | 2005-2006 |

## Palmarés

### Torneos nacionales oficiales
| Título     | Equipo               | País  | Año  |
| ---------- | -------------------- | ----- | ---- |
| Copa Chile | Universidad Católica | Chile | 1995 |